# (8223) Bradshaw
(8223) Bradshaw (1996 PD) – planetoida z grupy pasa głównego asteroid okrążająca Słońce w ciągu 4,53 lat w średniej odległości 2,73 au. Odkryta 6 sierpnia 1996 roku.